# Rockstar India
ロックスター・インド（英:Rockstar India、旧社名：Technicolor India）は、インドに本社を設立しており、アメリカのテイクツー・インタラクティブ社内のブランドロックスター・ゲームス社傘下のオフラインからオンライン向けのゲーム開発スタジオの1つ。
2016年に設立された為、最新のロックスター・スタジオである。

## 概要
元はテクニカラー・インド社と呼ばれるスタジオであったが、2016年4月1日にアメリカのロックスター・ゲームス社（テイクツー・インタラクティブ社）により、2016年に買収が成立、その後、正式にロックスター・ブランド（子会社）の1部となり、テクニカラー・インドからロックスター・インド（インディア）と2016年に社名変更をした。
しかし買収される以前からも ロックスター・ゲームスの作品を開発しており、ロックスター・ゲームス社と深い関係があった。買収される前にも『レッド・デッド・リデンプション』（ロックスター・サンディエゴ社）や『グランド・セフト・オートV』（ロックスター・ノース社）などの人気シリーズ（グランド・セフト・オートシリーズ、レッド・デッドシリーズ）の開発援助をしてきた。

## 開発作品
- レッド・デッド・リデンプション（2010年）
- L.A.ノワール（2011年）
- マックスペイン3（2012年）
- グランド・セフト・オートV（2013年）
- レッド・デッド・リデンプション2（2018年）